# Irene Palaiologina (Trapezunt)
Irene Palaiologina (* um 1315; † nach 1341) war von 1340 bis 1341 Kaiserin von Trapezunt.

## Leben
Irene war eine illegitime Tochter des oströmischen Kaisers Andronikos III. Palaiologos. 1335 heiratete sie den trapezuntischen Kaiser Basileios.
Bereits kurz nach der Hochzeit wandte sich ihr Ehemann einer Mätresse zu und ließ sich 1339 von Irene scheiden. Als Basileios 1340, wahrscheinlich an den Folgen eines von Irene veranlassten Giftanschlags, starb, bestieg sie als Kaiserin den Thron. Allerdings war ihre Position sowohl wegen der dubiosen Umstände, unter denen sie die Macht gewonnen hatte, als auch wegen ihrer Herkunft äußerst schwierig, weil sie keine Angehörige der trapezuntischen Herrscherfamilie der Komnenen war. Um ihre Stellung zu festigen, sandte sie die sehr jungen Söhne ihres verstorbenen Mannes und seiner Mätresse, Alexios und Johannes, der später seinen Namen änderte und Kaiser Alexios III. wurde, nach Konstantinopel, wo sie unter der Aufsicht von Irenes Vater standen.
Mit ihrer Thronbesteigung brach ein Bürgerkrieg aus. Es standen sich neben der Anhängerschaft Irenes, die sich hauptsächlich aus der Adelsfamilie der Amytzantarantos und von ihrem Vater gestellten Söldnern zusammensetzte, zwei weitere Parteien gegenüber. Eine von diesen bestand größtenteils aus Adeligen und Angehörigen der kaiserlichen Leibwache unter dem Befehl des Fürsten von Tzanich, die sich im Andenken an Basileios und dessen Schicksal gegen Irene erhoben. Die dritte Partei wurde von Johannes, dem Gouverneur von Limnia, geführt, der sich wahrscheinlich selbst Hoffnungen auf den Thron machte. Dieser vereinigte seine Kräfte mit denen Irenes, um gemeinsam gegen die Anhängerschaft des Basileios vorzugehen, die sich in der Stadt im St.-Eugenios-Kloster verschanzt hatte. Das Kloster wurde von Irenes und Johannes’ Truppen beschossen und beinahe vollständig zerstört, womit dieser Aufstand sein blutiges Ende fand.
Um ihre Position zu konsolidieren, bat Irene ihren Vater, unter seinen Adeligen nach einem passenden Ehemann für sie Ausschau zu halten, der mit ihr zusammen das Kaiserreich Trapezunt regieren und die wachsende Schar ihrer Feinde in Schach halten sollte. Ihr Vater starb jedoch im Juni 1341, bevor er ihre Anfrage beantworten konnte. Allerdings hatte sich Irene zwischenzeitlich in den Kommandanten ihrer Leibwache verliebt, was zu einer weiteren Spaltung ihres Hofstaats führte, da viele Adelige diese Verbindung als unziemlich ablehnten.
Während dieser inneren Wirren wurde die Lage für den trapezuntischen Staat aufgrund einer äußeren Bedrohung immer prekärer. Die demoralisierte Armee Irenes konnte einen Vorstoß der Turkmenen auf Trapezunt nicht aufhalten. Diese zogen bis vor die Mauern der Hauptstadt, welche sie erfolglos belagerten. Die dem Massaker vom St. Eugenios Kloster entronnenen Adeligen, die zur Auffassung gelangt waren, dass der inkompetente Regierungsstil Irenes den Staat in die Katastrophe führen würde, entschlossen sich, nach einem legitimen Kandidaten für den Kaiserthron Ausschau zu halten. Sie entschieden sich für Anna, eine Tochter Alexios’ II. und Schwester von Basileios, die der Familie der Komnenen angehörte.
Sie überzeugten Anna, eine Nonne, die Klostergemeinschaft zu verlassen, und riefen sie zur Kaiserin aus. Als Irene von der Revolte erfuhr, ließ sie alle Überlebenden des Massakers vom St. Eugenios Kloster, die sich noch als Gefangene in der Stadt befanden, umbringen. Letztlich konnte auch diese Maßnahme Irenes Niedergang nicht aufhalten. Ihre Unbeliebtheit unter den Einwohnern Trapezunts war schließlich so groß, dass sie in dem Augenblick, in dem Anna vor den Stadtmauern erschien, abgesetzt wurde. Bald darauf wurde sie zurück nach Konstantinopel geschickt, wo sich ihre Spuren verlieren.
Ironischerweise erschien kurz nach dem Sturz Irenes eine kleine Flotte vor der Stadt, die Michael, einen Sohn von Johannes II. und Onkel Annas, von Konstantinopel nach Trapezunt brachte. Michael war vom Halbbruder Irenes, Johannes V. Palaiologos, dem neuen Kaiser von Konstantinopel, zum Ehemann Irenes bestimmt worden. Stattdessen sah er sich nun seiner Nichte Anna gegenüber, mit der es sogleich zu weiteren Streitigkeiten um den Thron kam.